# Kapinovo
Kapinovo (mazedonisch Капиново) ist ein Dorf im zentralen Teil der Republik Nordmazedonien, welches zur Gemeinde Čaška gehört. Die nächstgelegene Stadt ist Veles.

## Geographie
Kapinovo liegt im zentralen Teil von Nordmazedonien. Die nächstgelegene Stadt ist Veles, welches etwa 50 km weit entfernt liegt. Das Dorf befindet sich im nördlichen Teil der historischen Landschaft Azot, welche auch Babunija genannt wird, angelehnt an den Babuna Fluss. Die Nachbardörfer von Kapinovo sind Oreše, Papradište, Nežilovo, Crešnevo und Bistrica. Nördlich des Dorfes erhebt sich das Bergmassiv Jakupica mit der Spitze Solunska Glava.

## Geschichte

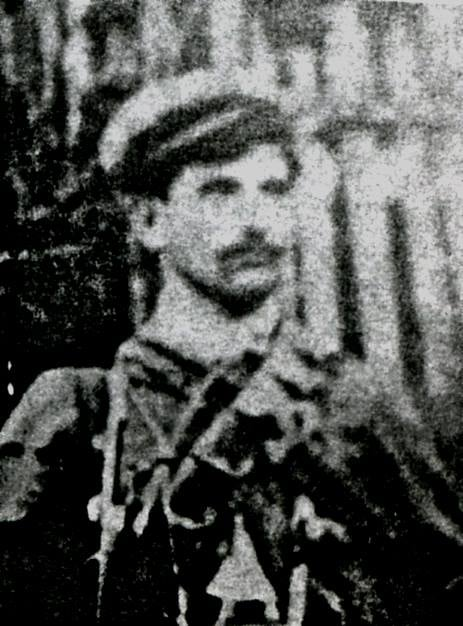
Der bulgarische Wojwode Georgi Popow, Anhänger der WMORO

Das Dorf wurde 1480 erstmals erwähnt, während es im Laufe der Jahrhunderte verfiel. Das heutige Dorf wurde von Siedlern aus der Poreče Region gegründet.
Das Dorf besitzt zu Ehren des Sv. Ilija eine orthodoxe Kirche, welche 1867 erbaut wurde.
Laut der Statistik des Ethnographen Wassil Kantschow zählte Kapinovo Ende des 19. Jahrhunderts 140 Einwohner, welche sich allesamt als christliche Bulgaren klassifiziert wurden. Nach den Statistiken des Sekretärs des bulgarischen Exarchats Dimitar Mischew („La Macedoine et sa Population Chrétienne“) im Jahr 1905 lebten in Kapinovo 112 bulgarische serbophile Patriarchisten, welche eine serbische Grundschule im Dorf besaßen. Laut einem Geheimbericht des bulgarischen Konsulats in Skopje im Jahre 1895 erkannten alle 14 Haushalte im Dorf das Ökumenische Patriarchat von Konstantinopel an.
Die Region Azot wurde zu Beginn des 20. Jahrhunderts Schauplatz blutiger Kämpfe und Scharmützel zwischen den bulgarischen Komitadschi der Inneren Makedonisch-Adrianopeler Revolutionären Organisation (WMORO) und den serbischen Tschetniks, welche sich teilweise erfolgreich in der Region eingenistet haben. Im Jahr 1904 versuchten die bulgarischen Wojwoden Georgi Popow und Ilija Tetowtscheto das Organisationsnetzwerk der WMORO in der Region Azot zu erweitern. Ende 1904 wurde deren Tscheta (Gruppe) nach einem Verrat in Kapinovo in einem Gefecht verwickelt, wobei beide Wojwoden sowie ein Paar ihrer Mitkämpfer starben.
1927 führte der deutsche Forscher Leonhard Schultze Kapinovo auf seiner Karte Mazedoniens auf und ordnete es als ein kürzlich serbisiertes bulgarisches Dorf ein. Auf der ethnischen Karte von Nordwestmazedonien im Jahr 1929 markierte der russische Sprachwissenschaftler Afanasij Selischtew Kapinovo als ein bulgarisches Dorf.
Laut der letzten Volkszählung im Jahre 2002 wurden in Kapinovo keine Bewohner festgestellt.